# 張商允
張商允（韓語：장상윤；1970年4月12日—），韩国政治人物。曾任韓國代理社會副總理兼教育部长官、第14任教育部次官、总统秘书室社会首席秘书官。